# یخچال‌زدایی

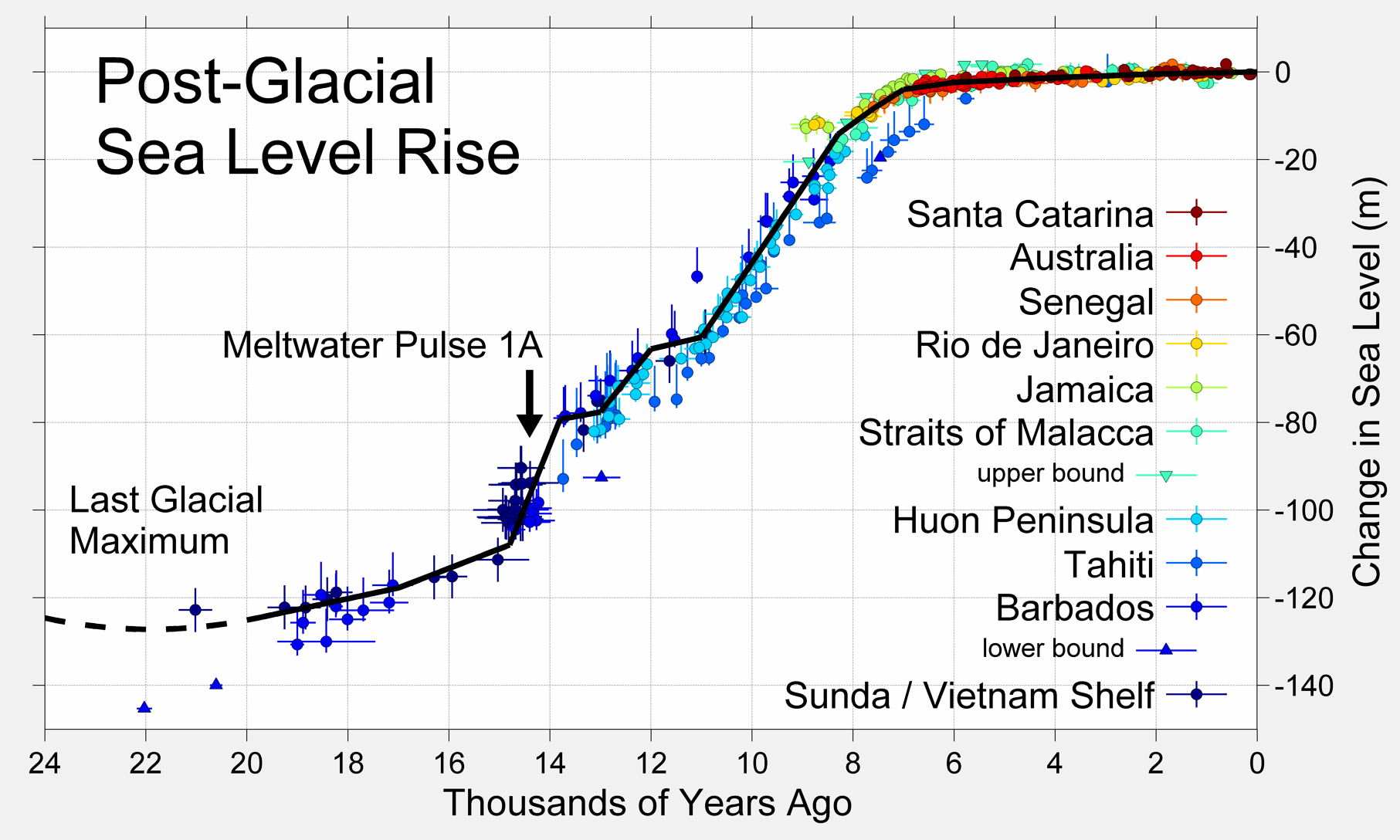
سطح دریا هنگام پسایخبندان

یخچال‌زدایی (به انگلیسی: Deglaciation)، گذار از شرایط یخبندان کامل در طول دوره‌های یخبندان، به میان‌یخچالهای گرم است که با گرم شدن کره زمین و افزایش سطح دریا به دلیل تغییر در حجم یخ‌های قاره‌ای مشخص می‌شود. بنابراین، این پدیده به عقب‌نشینی یک یخچال طبیعی، یک صفحه یخی یا لایه سطحی یخ‌زده، و در نتیجه قرار گرفتن در معرض سطح زمین اشاره دارد. کاهش یخ‌کره به دلیل کند و سوز می‌تواند در هر مقیاسی از جهانی گرفته تا محلی تا یک یخچال خاص رخ دهد. پس از آخرین بیشینه یخچالی (حدود ۲۱۰۰۰ سال پیش)، آخرین یخسارزدایی آغاز شد که تا اوایل هولوسن ادامه داشت. در بسیاری از سطح زمین، کاهش یخبندان در طول ۱۰۰ سال گذشته در نتیجه دگرگونی آب و هوایی شتاب گرفته‌است که تا اندازه‌ای برخاسته از دگرگونی‌های انسانی در گازهای گلخانه‌ای است.